# Cuvier, Jura
Cuvier là một xã trong vùng hành chính Franche-Comté, thuộc tỉnh Jura, quận Lons-le-Saunier, tổng Nozeroy. Tọa độ địa lý của xã là 46° 49' vĩ độ bắc, 06° 04' kinh độ đông. Cuvier nằm trên độ cao trung bình là 825 mét trên mực nước biển, có điểm thấp nhất là 798 mét và điểm cao nhất là 885 mét. Xã có diện tích 10.32 km², dân số vào thời điểm 2005 là 206 người; mật độ dân số là 20 người/km².

## Thông tin nhân khẩu
| 1962 | 1968 | 1975 | 1982 | 1990 | 1999 |
| ---- | ---- | ---- | ---- | ---- | ---- |
| 203  | 203  | 192  | 201  | 201  | 168  |